# Christine Scheyer
Christine Scheyer (18 juli 1994) is een Oostenrijkse alpineskiester.

## Carrière
Scheyer maakte haar wereldbekerdebuut in december 2014 in Åre. In februari 2016 scoorde de Oostenrijkse in Soldeu haar eerste wereldbekerpunten. In december 2016 behaalde ze in Val-d'Isère haar eerste toptienklassering in een wereldbekerwedstrijd. Op 15 januari 2017 boekte Scheyer in Altenmarkt-Zauchensee haar eerste wereldbekerzege.

## Resultaten

### Wereldkampioenschappen
| Jaar | Plaats       | Resultaten                             |
| ---- | ------------ | -------------------------------------- |
| 2017 | Sankt Moritz | 6e Afdaling 13e Combinatie 15e Super G |

### Wereldbeker
Eindklasseringen
| Seizoen   | Algm | AD  | SG  | SC  |
| --------- | ---- | --- | --- | --- |
| 2015/2016 | 111e | –   | –   | 41e |
| 2016/2017 | 25e  | 10e | 14e | 26e |
| 2017/2018 | 54e  | 29e | 24e | 26e |
| 2018/2019 | 75e  | 30e | -   | -   |
| 2019/2020 | 92e  | 35e | 56e | -   |

Wereldbekerzeges
| Datum           | Plaats                | Onderdeel |
| --------------- | --------------------- | --------- |
| 15 januari 2017 | Altenmarkt-Zauchensee | Afdaling  |